# Музикално дружество „Железни звуци“
Музикалният дом „Железни звуци“ е популярен културен институт в град Разград. В него участват хор и симфоничен оркестър.
Хор „Железни струни“ е създаден през 1904 година като мъжки хор, с участието на диригента Коста Бърнев, през 1907 година. Нарасналата му популярност и авторитет води до това, че той прераства в смесен от над седемдесет души. Още през същата година, на 1 септември, певческото дружество „Железни струни“ започва да членува в Българския музикален съюз. Във времето на Балканската, Междусъюзническата и Първата световна война има известен период на прекъсване в дейността му. Мнозина от хористите и диригентите са мобилизирани по фронтовете. Там е и диригентът Коста Бърнев, който е тежко ранен в боевете при Люлебургас през 1915 г., където почива от раните си. Периодът след 1919 – 1920 г. е особено тежък за „Железни струни“. За кратко време на диригентския пулт се изреждат Максим Стоянов, Гатьо Спартев, Стефан Куртев, Стефан Вълчев, Иван Кочетов, Спиридон Марков, Никола Аргиров и др. Съживяване на музикалната дейност на хор „Железни струни“ става със завръщането на Илия Бърнев (брат на Коста Бърнев) в родния си град през 1920 г.
Илия Бърнев е учил в Киевската и Московската консерватория. Като учител по музика в мъжката гимназия „Екзарх Йосиф І“ създава ученически хор и ученически духов оркестър. През 1927 г. като диригент на „Железни струни“ започва една продължителна и системна музикална дейност в града. През 1934 г. музикантите от „Железни струни“ са един от първите в страната хорове със свой химн, който е изпълняван в началото на всеки свой концерт. Текстът на химна е написан от Димитър Загорски, а либретото е на композитора Михаил Шекерджиев. През 1940 химнът звучи и при откриването на Музикалния дом на хора. Основната част от средствата за построяването на музикалния дом е дарена от Димитър Бъчваров – любител на хоровото пеене и бивш председател на музикалното дружество. През 1960 година диригент на „Железни струни“ става Димо Халачев (от 28 януари 1999 г. почетен гражданин на Разград.) Той е хорист, ученик на Илия Бърнев и ръководи хора в продължение на двадесет и пет години. Успоредно с това се увеличава и численият състав на хора, който достига сто и десет души изпълнители. В хора по това време има четири състава: голям смесен, камерен смесен, мъжки и дамски хор.
През 1985 година ръководството на хора се поема от диригента Светломир Григоров. През 1988 година хор „Железни струни“ е поканен да участва за втори път в Международния фестивал в гр. Сомбатхей, където е удостоен с високи отличия. Същата година с „Фантазия за пиано, хор и оркестър в до минор“ от Лудвиг ван Бетховен, при участието на пианиста Божидар Ноев, хорът се включва в тържествения концерт по случай на сто двадесет и пет години от началото на оркестрово дело и шестдесет и пет годишнината на Симфоничния оркестър в град Разград.
Бъдещият маестро Добрин Иванов още от ученическата си възраст е привлечен от обаянието на музиката. В началото на 40-години на XX век се главява като разсилен на обществени начала в читалище „Развитие“, за да е близо до добрия читалищен симфоничен оркестър – „Железни звуци“, днес Разградска филхармония „Проф. Димитър Ненов“. Набързо се научава да свири на туба, баритон, тенорхорн и тромпет. Като гимназист усвоява и свиренето на цугтромбон, като със своята универсалност започва да „запълва всякакви дупки“ в оркестъра.